# ألبرت ماير (سياسي)
ألبرت ماير (بالألمانية: Albert Meyer )‏ (و. 1926 – م) هو سياسي، وموظف مدني، وقاضي، وقانوني، من ألمانيا، ولد في شفاينفورت، هو عضوٌ في حزب الاتحاد الاجتماعي المسيحي بولاية بافاريا.

## مناصب
تولى منصب عضو مجلس الشورى الموحد بافاريا.

## جوائز
حصل على جوائز منها:
- وسام الاستحقاق البافاري
- الميدالية الدستورية البافارية الذهبية ‏
- الصليب الأكبر من وسام استحقاق جمهورية ألمانيا الاتحادية.